# Rudná (okres Svitavy)
Obec Rudná se nachází v okrese Svitavy v Pardubickém kraji. Žije zde 139 obyvatel.

## Historie
á)

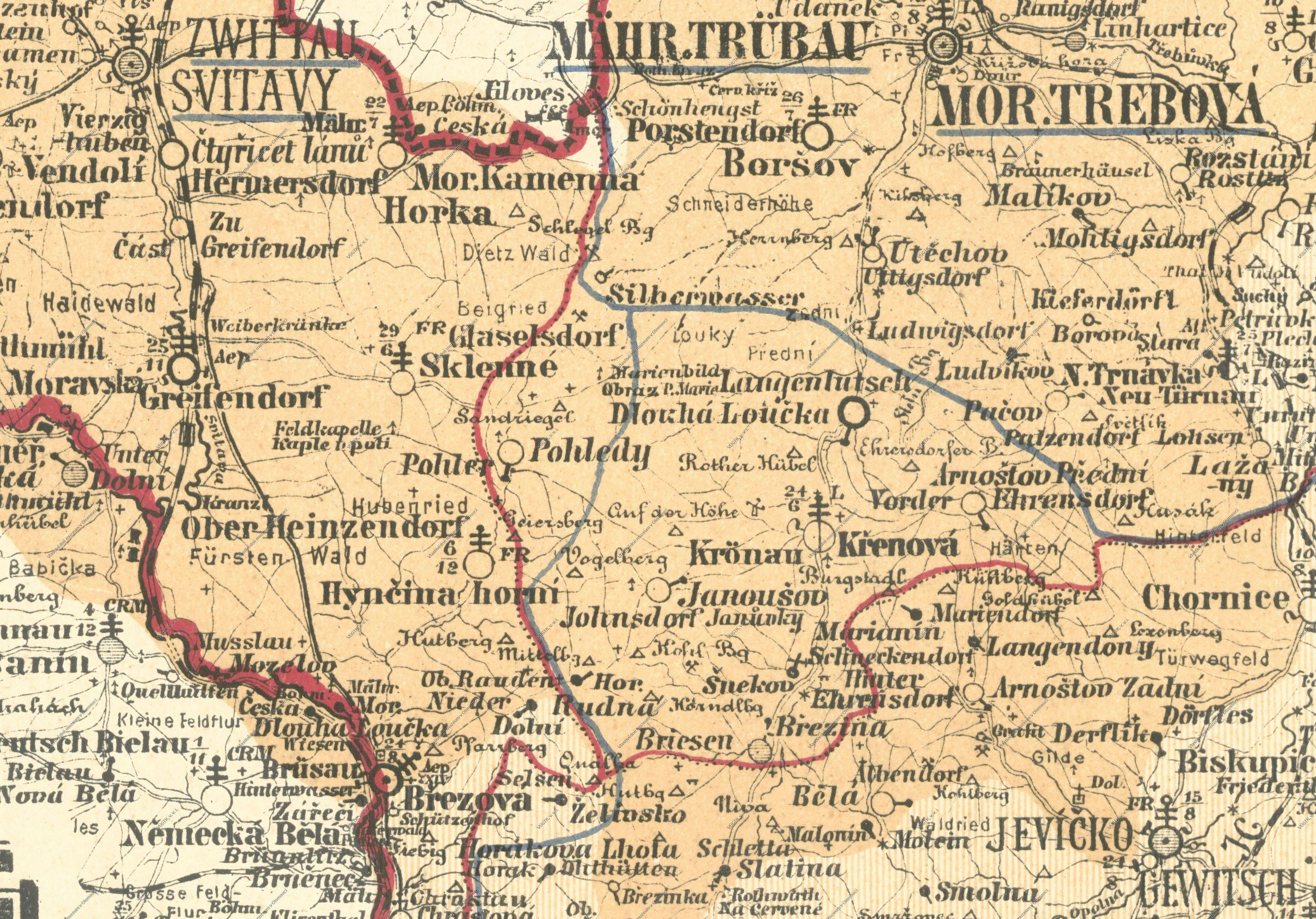
Rudná (Horní a Dolní Rudná / Ober Rauden a Nieder Rauden) na historické mapě (1897)

První písemná zmínka o obci pochází z roku 1365. V minulosti se jednalo o dvě samostatné obce, Dolní Rudná (německy Nieder Rauden) patřila pod bývalý okres Moravská Třebová a Horní Rudná (německy Ober Rauden) náležela k okresu Svitavy. V současnosti je spojena v jeden celek, patřící k okresu Svitavy.

## Rodáci
- Hugo Ille, kněz a misionář v Africe[5][6], narozen 9. prosince 1893 v Horní Rudné (Ober-Rauden)[7]

## Galerie

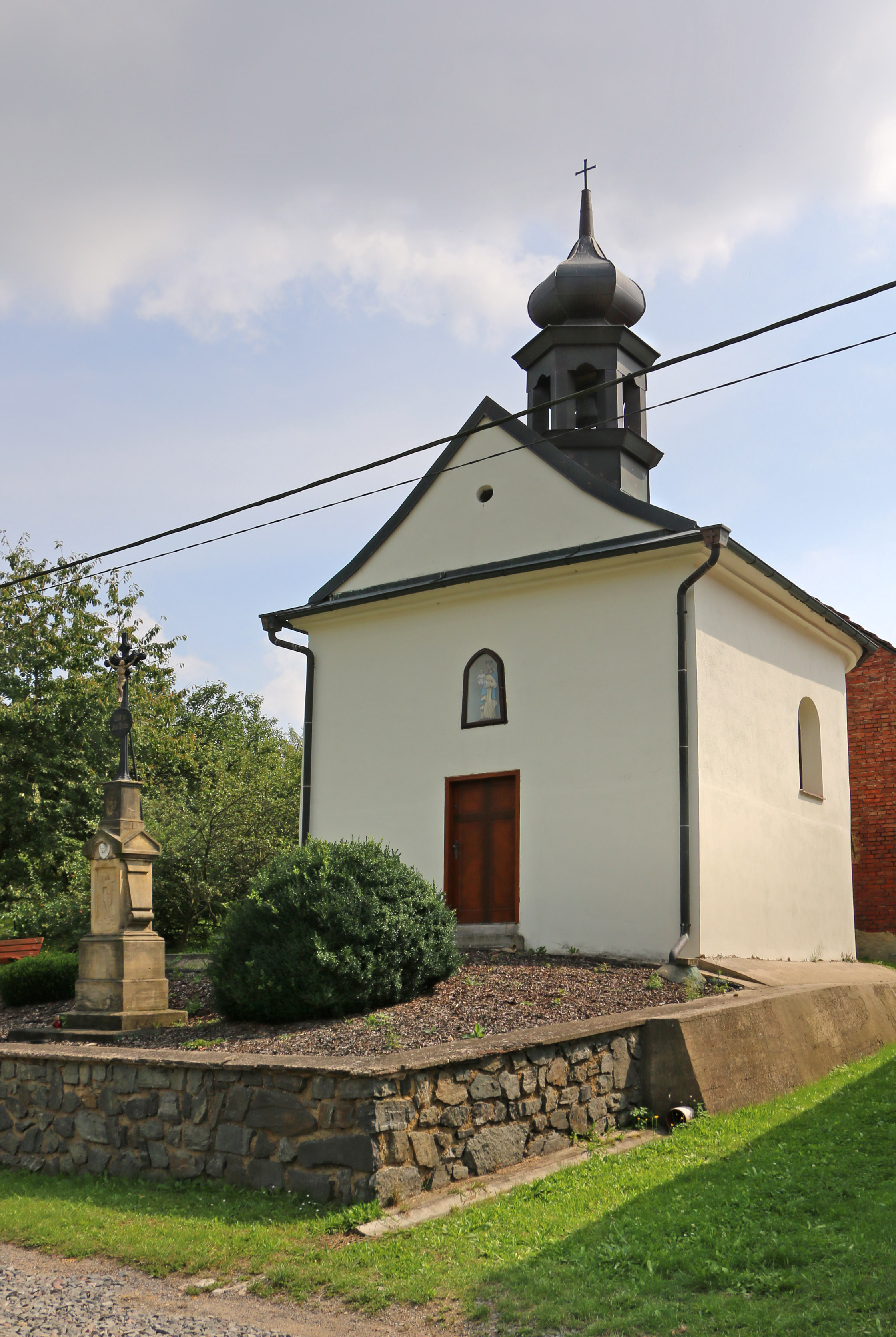
Kaple sv. jana a Pavla
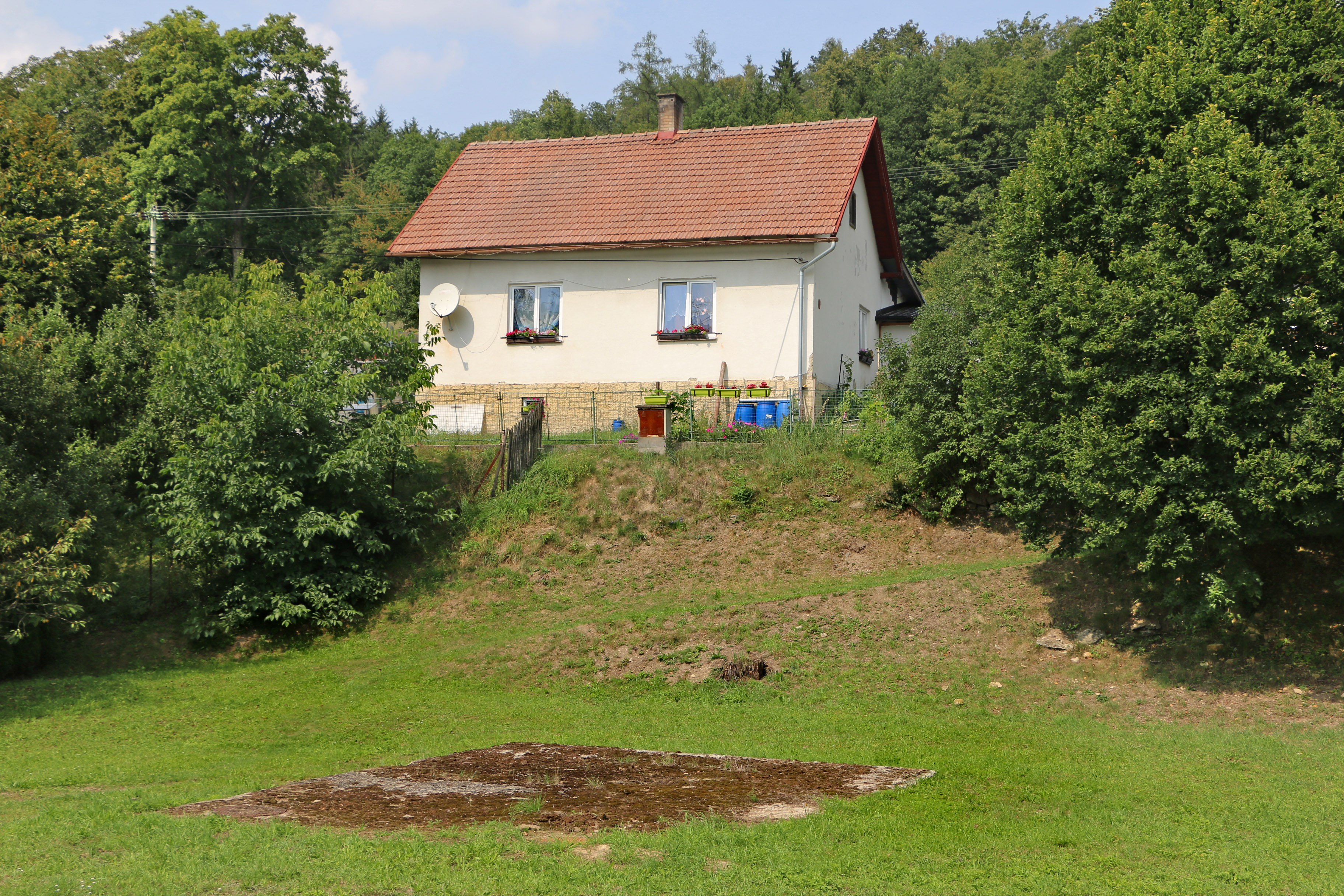
Dům čp. 21
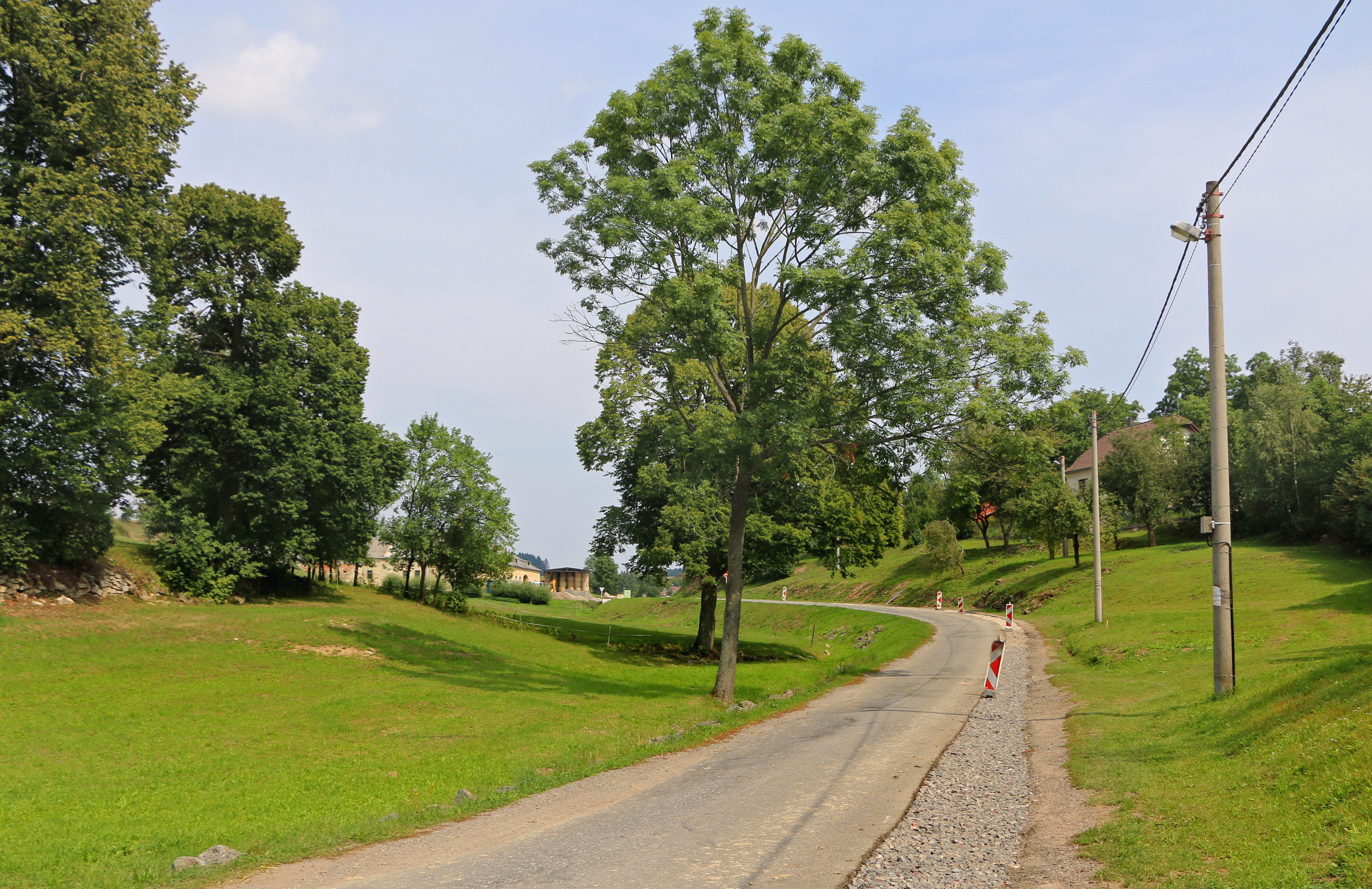
Hlavní silnice v obci
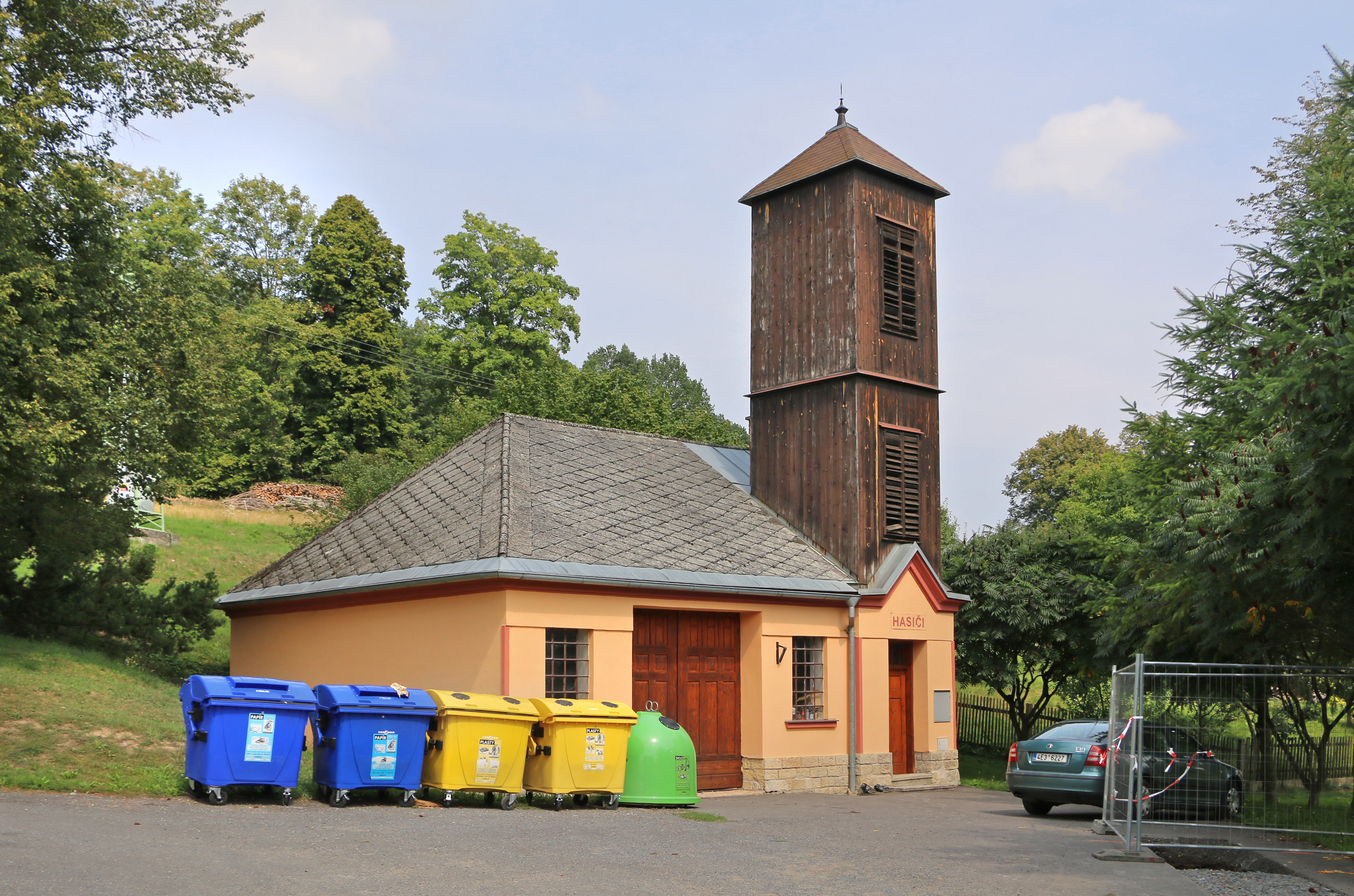
Hasičárna